# Droga wojewódzka 441
Die Droga wojewódzka 441 (DW 441) ist eine 13 Kilometer lange Droga wojewódzka (Woiwodschaftsstraße) in der polnischen Woiwodschaft Großpolen, die Miłosław mit Borzykowo verbindet. Die Strecke liegt im Powiat Wrzesiński.

## Streckenverlauf
Woiwodschaft Großpolen, Powiat Wrzesiński
-  Miłosław (Miloslaw) (DK 15)
- Kozubiec
- Mikuszewo (Meinitz)
- Wszembórz
-  Borzykowo (DW 442)